# Jandelsbrunn
Jandelsbrunn è un comune tedesco di 3 380 abitanti, situato nel land della Baviera.